# Festival Lent
Festival Lent je največji mednarodni medkulturni festival v Sloveniji. Začne se konec junija in od leta 2016 traja en teden (pred tem je trajal dva). Odvija se v Mariboru, na obrežju Drave, ki se imenuje Lent oziroma Pristan. Prvi festival je bil organiziran leta 1986, po obnovi stavbnega fonda ob Dravi. Danes poteka na več odrih hkrati in ponuja koncerte popularne, klasične, etno glasbe in jazza, kantavtorske večere, večere šansonov, raznovrstne predstave (gledališke, lutkovne, plesne), kreativne delavnice za otroke (Art kamp), športne prireditve, Stand up komedijo in posamezne festivale (folklorni festival Folkart, festival Jazzlent kulinarični festival Sladolent ter festival uličnega gledališča). 
Osrednje dogajanje je postavljeno v stari del mesta na obrežju Drave, ki se imenuje Lent, medtem ko se na več odrih v centru mesta izvajajo preostale prireditve. Kot celota, festival obsega koncerte različnih zvrsti glasbe, raznovrstne predstave, delavnice in ostale dejavnosti za otroke, športne prireditve, stand-up komedije in posamezne festivale znotraj glavnega dogajanja. Med slednjimi še posebej izstopata Mednarodni folklorni festival Folkart, ki se odlikuje po kakovosti in raznolikosti gostujočih domačih in tujih folklornih skupin, in Festival uličnega gledališča, ki v Maribor pritegne vrhunske skupine iz vsega sveta ter vsa pomembna ulična gledališča v Sloveniji. Od leta 2012 je v okviru festivala Lent prisoten tudi kulinarični festival imenovan Sladolent.
V letu 2018 smo tako bili priča več kot 400 različnim predstavam, ki so pripeljale kar pol milijona obiskovalcev, ponovno pa so nastopili umetniki svetovnega slovesa, ki vsako leto še poseben zaznamujejo festivalske dni. Med drugimi so v štajerski prestolnici že navduševali Ray Charles, B.B. King, James Brown, Stephane Grappelli, Bob Geldof in Jimmy Cliff. Ko je festival trajal dva tedna, je ognjemet na drugi festivalski vikend obeležil začetek Folkarta, odkar pa Lent traja en teden pa ognjemet otvori festival. Zaključek pa tradicionalno, kot vsa leta, sklene velik ognjemet. Kulturne ponudbe spremljata tudi gostinska ponudba in promocijske akcije različnih podjetij. Prednost festivala pa je, kot pravijo organizatorji, v bogati multikulturni ponudbi, ki zadovolji vsakega.

## Obisk in proračun
V letu 2008 si je po uradnih statističnih podatkih festival ogledalo okrog 600.000 obiskovalcev,  v zadnjih nekaj letih, ko traja Lent en teden, pa si Lent ogleda do 300.000 obiskovalcev. Proračun festivala je leta 2018 bil okoli 1,2 milijona €.